# Lorostemon
Lorostemon, biljni rod iz porodice kluzijevki kojemu pripada nekoliko vrsta u tropskoj Južnoj Americi.
Rod je opisan 1935.

## Vrste
1. Lorostemon bombaciflorus Ducke
2. Lorostemon coelhoi Paula
3. Lorostemon colombianus Maguire
4. Lorostemon negrensis Fróes
5. Lorostemon stipitatus Maguire